# Dunsinane Hill
Dunsinane Hill of Dunsinane is een heuvel bij het dorpje Collace in Perthshire, Schotland, gelegen tussen Perth en Dundee. De top ligt 310 meter boven zeeniveau, en 53 meter boven het omliggende landschap. De naam komt voor in William Shakespeares toneelstuk Macbeth.

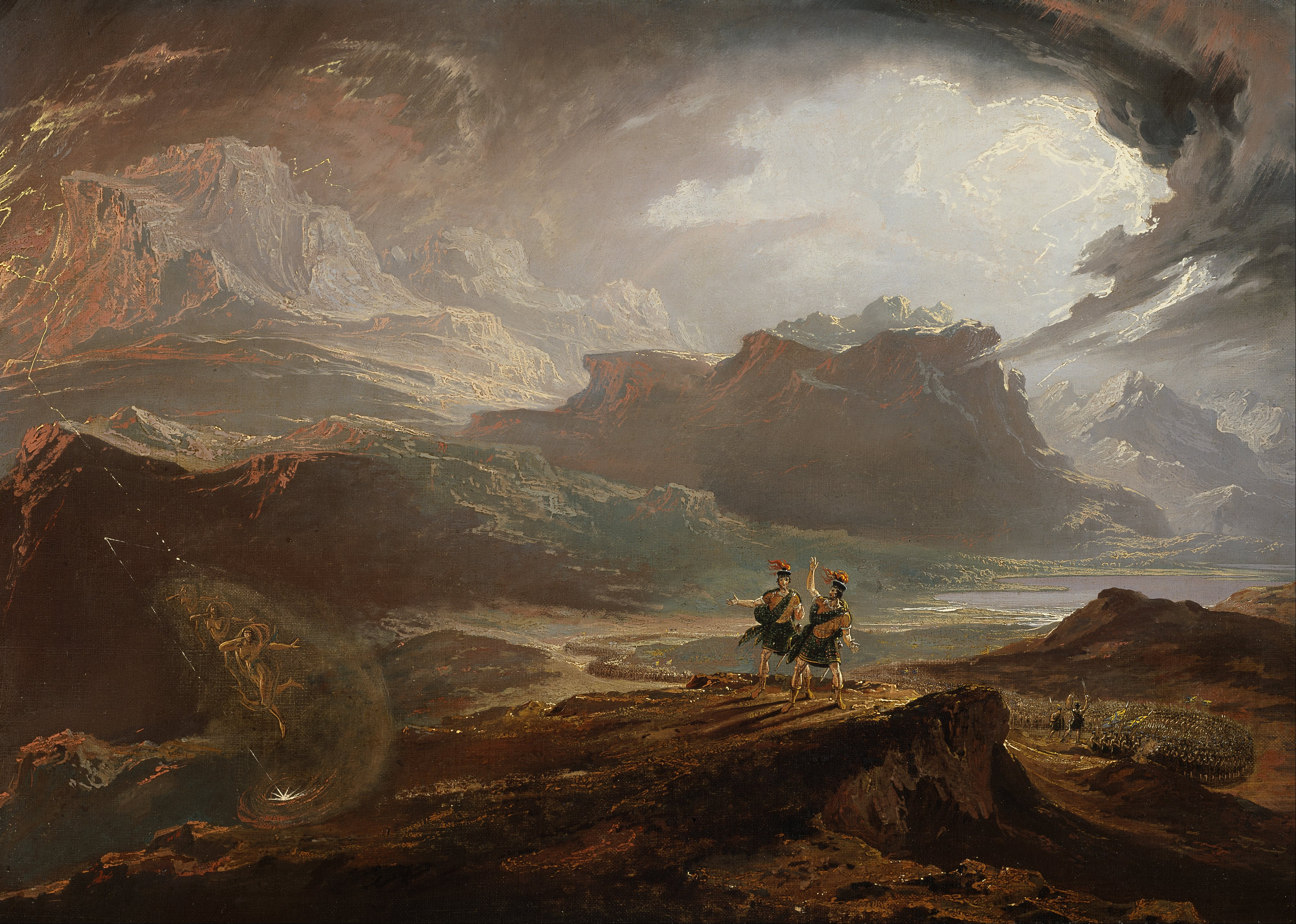
Macbeth en een kompaan kijken naar het vijandelijke leger, met Dunsinane Hill rechts op de achtergrond. Een schilderij van John Martin (1789-1854)

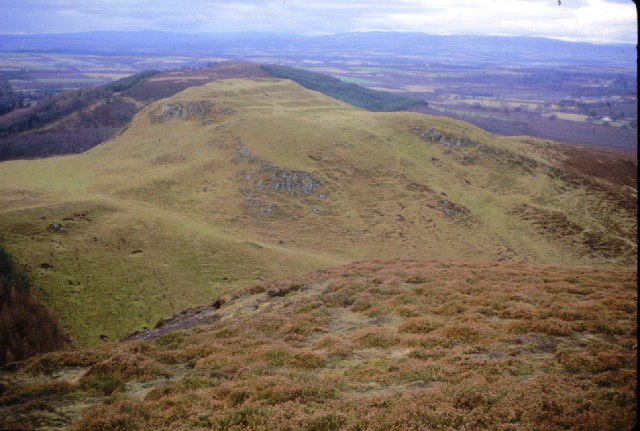
De sporen van de walburchten zijn goed te zien op Dunsinane Hill

Op de heuvel liggen de resten van twee oude walburchten. 'Dunsinane' is waar Malcolm III van Schotland de usurpator Macbeth in 1054 versloeg, in het toneelstuk Macbeths noodlot, maar in werkelijkheid was de Slag bij Dunsinane slechts een beperkte nederlaag voor Macbeth, die pas drie jaar later verslagen en omgebracht zou worden door Malcolm III bij Lumphannan, niet ver van Aberdeen.
De gebruikelijke uitspraak in Shakespeares stuk plaatst het accent op de eerste en de derde lettergreep, met een lange 'a'. De correcte Schotse uitspraak legt het accent echter op de tweede lettergreep, met een korte 'a'. De juiste spelling van de naam is Dunsinnan.